# Kamen Rider Wizard
Kamen Rider Wizard (仮面ライダーウィザード, Kamen Raidā Wizādo) is een Japanse tokusatsuserie, die van 2 september 2012 t/m 29 september 2013 uitgezonden werd op TV Asahi. Het is de 23e van de Kamen Rider-series. De serie telt 53 afleveringen en 5 films.

## Verhaal
Zes maanden voor aanvang van de serie vond tijdens een zonsverduistering een mysterieus ritueel plaats. Dit ritueel was bedoeld om een groep magische wezens genaamd de Phantoms naar de aarde te halen via mensen met magische vaardigheden, zogenaamde "Gates". Enige overlevenden van het ritueel zijn Haruto Soma en Koyomi. Om de Phantoms te stoppen krijgt Haruto van een mysterieuze, in het wit geklede man genaamd Shiroi Mahoutsukai, het vermogen om te veranderen in Kamen Rider Wizard. Hij wordt in zijn strijd bijgestaan door een man genaamd Kosuke Nito, die kan veranderen in Kamen Rider Beast.

## Personages

### Kamen Rider Wizard
Haruto Soma (操真 晴人, Sōma Haruto) is een van de weinige mensen op aarde met het vermogen magie te gebruiken. Als kind zag hij zijn ouders omkomen bij een auto-ongeluk, maar de belofte die hij hen vlak voor hun dood deed om altijd te blijven hopen is wat hem redde tijdens het ritueel waarbij de Phantoms naar de aarde kwamen. Hij kon door zijn optimisme de Phantom die via hem de wereld zou betreden in bedwang houden.
Behalve dat hij de Phantoms moet bevechten, ziet hij het ook als zijn taak mensen hoop te geven voor de toekomst, daar wanhoop iemand vatbaar maakt voor de Phantoms. Tussen gevechten door verblijft Haruto meestal in de Omokagedō antiekwinkel.
Haruto’s kracht komt van magische ringen, die hem als Kamen Rider Wizard verschillende gedaanten en vaardigheden geven. Enkele van zijn gedaanten zijn Flame Style, Water Style, Hurricane Style en Land Style.

### Kamen Rider Beast
Kosuke Nito (仁藤 攻介, Nitō Kōsuke): een jongeman uit de prefectuur Fukui. Hij heeft een enorme eetlust en is verzot op mayonaise. Hij studeert archeologie en vond tijdens een expeditie de Beast Driver, de krachtbron voor Kamen Rider Beast. Toen hij hem bemachtigde, liet hij per ongeluk ook een groep monsters vrij en was hij derhalve gedwongen Kamen Rider Beast te worden om ze te verslaan. Sindsdien heeft hij een band met de Phatnom Chimera, die zich in de Beast Driver ophield, en moet hij gedwongen andere Phantoms verslinden om Chimera in leven te houden, daar Chimera’s dood ook zijn dood zal betekenen. Dit maakt dat hij niet altijd op even goede voet staat met Kamen Rider Wizard.
Net als Kamen Rider Wizard, heeft Kamen Rider Beast meerdere gedaanten, die worden gekenmerkt door verschillende kleuren capes.

### Bondgenoten
- Wizardragon (ウィザードラゴン, Wizādoragon): de phantom die via Haruto naar de aarde zou komen, maar door hem tegengehouden werd. Haruto kan hem nu beheersen en oproepen om andere Phantoms te bevechten.
- Beast Chimera (ビーストキマイラ, Bīsuto Kimaira): een oude, kannibalistische Phantom die opgesloten zit in de Beast Driver en een band vormt met elke persoon die verandert in Kamen Rider Beast.
- Koyomi (コヨミ) Haruto Soma's assistant. Ook zij overleefde het ritueel waar zij en Haruto gedwongen aan deel moesten nemen, maar kan zich nu niets meer herinneren van haar leven van voor die tijd en moet geregeld magische energie innemen om in leven te blijven.
- Shigeru Wajima (輪島 繁, Wajima Shigeru): de eigenaar van Omokagedō antiekwinkel. Hij is een ervaren juwelier die Haruto’s ringen voor hem maakt.

### Phantoms
De Phantoms (ファントム, Fantomu) zijn de antagonisten van de serie. Phantoms ontstaan wanneer mensen met magische vaardigheden, genaamd Gates, zeer veel wanhoop ervaren, waarna de Phantom zich via die persoon’s onderbewustzijn een weg naar buiten baant en daarbij de persoon doodt. Kamen Rider Wizard kan dit voorkomen door ook het onderbewustzijn van een gate te betreden en de Phantom daar te verslaan.
- Medusa (メデューサ, Medyūsa): een Phantom geboren uit een jonge vrouw. Ze is zeer loyaal aan Wiseman en deinst er niet voor terug om Phantoms die haar niet gehoorzamen te executeren. Net als de mythologische medusa kan ze mensen verstenen. Ze vecht maar zelden zelf. Ze wordt gedood door Wiseman nadat hij haar niet langer nodig heeft.
- Phoenix (フェニックス, Fenikkusu): een Phantom geboren uit een jongeman. Hij is arrogant, heeft een kort lontje en is dol op geweld. Zijn favoriete wapen is een brandend zwaard. Net als de mythologische fenix kan hij na te zijn gestorven uit de as herrijzen en zo verwondingen die voor andere Phantoms fataal zouden zijn overleven. Hij wordt uiteindelijk verslagen wanneer Kamen Rider Wizard hem in de zon gooit, waar hij eindeloos blijft sterven en weer herrijzen zonder kans om te ontsnappen.
- Gremlin (グレムリン, Guremurin): Een phantom geboren uit een jongeman. Hij heeft in tegenstelling tot de andere Phantoms veel van zijn menselijke karaktereigenschappen behouden. Hij refereert dan ook naar zichzelf en zijn mede-phantoms bij hun menselijke namen. Hij vecht met twee zwaarden.
- Ghouls: de soldaten van de Phantoms.

### Sou Fuek
Bij aanvang in de serie krijgt Haruto steun van een mysterieuze entiteit genaamd Shiroi Mahoutsukai (白い魔法使い, Shiroi Mahōtsukai) (letterlijk vertaald Witte Tovenaar) , die hem de kracht gaf om Kamen Rider Wizard te worden. Zijn naam betekent “witte tovenaar”. Tegelijk worden de Phantoms geleid door een mysterieuze man genaamd Wiseman (ワイズマン, Waizuman), die verantwoordelijk was voor het ritueel dat de eerste Phantoms naar de aarde haalde en die dit ritueel nu wil herhalen. Hij kan veranderen in een Phantom genaamd Carbuncle.
Naarmate de serie vordert blijkt echter dat Shiroi Mahoutsukai en Wiseman in werkelijkheid een en dezelfde zijn: een man genaamd Sou Fuek die de Phantoms naar de aarde gehaald heeft en de oorlog tussen de Kamen Riders en de Phantoms in gang heeft gezet voor zijn eigen doeleinden. Hij wil zijn dode dochter Koyomi terug tot leven brengen en had de Phantoms en Haruto nodig om de vier tovenaars te vinden die het ritueel daarvoor kunnen voltooien. Dat hij voor het ritueel duizenden mensen moet opofferen doet hem niets. Haruto en Nito stoppen het ritueel net op tijd, en Fuek wordt nadien door de Phantoms gedood.

## Afleveringen
1. The Ringed Wizard
2. I Want to Be a Wizard
3. Transform! Live Broadcast
4. The Doll and the Pianist
5. The Deciding Match of the Contest
6. To a Beautiful Flower
7. Buying Memories
8. A New Magic Stone
9. The Dragon's Cry
10. National Security Bureau Section 0
11. The Promise to Defend
12. The Wagashi of Hope
13. The Heir to the Dream
14. The Return of the Film Director
15. After the Last Scene Is...
16. The Christmas Miracle
17. Another Wizard
18. Magical Power Eating
19. Today's Life, Tomorrow's Life
20. Learning the Truth
21. The Crazed Dance of the Dragons
22. The Phoenix's Rampage
23. Deathmatch
24. The Wizard's Grandmother
25. Life Choices
26. Campus Infiltration
27. Big and Little Sisters
28. The Stolen Belt
29. The Evolving Wild Beast
30. The Day Magic Disappeared
31. Tears
32. Part-Time Danger
33. What Money Can't Buy
34. The Other Side of the Popular Model
35. The Other Side of Sora
36. The Myna Bird Speaks
37. Wanted: Despair
38. Stolen Hope
39. What Was Forgotten On the Pitch
40. I Want to Ride a Bike
41. A Wizard Fate
42. The Ringed Novelist
43. The White Wizard's Secret
44. The Son Keepsake
45. The Smile in My Heart
46. The Cracked Memory
47. The Truth About Wiseman
48. The Philosopher's Stone
49. The Beginning of The Sabbath
50. The What's Important
51. The Last Hope
52. The Kamen Rider's Ring
53. Endless Story

## Films
- Kamen Rider Wizard heeft een cameo in de film Kamen Rider Fourze the Movie: Space, Here We Come!
- Kamen Rider × Kamen Rider Wizard & Fourze: Movie War Ultimatum (仮面ライダー×仮面ライダー ウィザード&フォーゼ MOVIE大戦アルティメイタム, Kamen Raidā × Kamen Raidā Wizādo Ando Fōze Mūbī Taisen Arutimeitamu): een cross-over met de serie Kamen Rider Fourze.
- Kamen Rider × Super Sentai × Space Sheriff: Super Hero Taisen Z (仮面ライダー×スーパー戦隊×宇宙刑事 スーパーヒーロー大戦Z, Kamen Raidā × Sūpā Sentai × Uchū Keiji: Supā Hīrō Taisen Zetto): een film die in het voorjaar van 2013 uitkwam. Het is de eerste cross-over tussen de drie voornaamste series van Toei: Kamen Rider, Super Sentai en Metal Heroes.
- Kamen Rider Wizard in Magic Land the Movie (劇場版 仮面ライダーウィザード in Magic Land, Gekijōban Kamen Raidā Wizādo In Majikku Rando): uitgebracht op 3 augustus 2013.

: Een cross-over tussen Kamen Rider Wizard en de volgende serie, Kamen Rider Gaim.

## Rolverdeling
- Haruto Soma (操真 晴人, Sōma Haruto): Shunya Shiraishi (白石 隼也, Shiraishi Shun'ya)
- Koyomi (コヨミ): Makoto Okunaka (奥仲 麻琴, Okunaka Makoto)
- Shunpei Nara (奈良 瞬平, Nara Shunpei): Junki Tozuka (戸塚 純貴, Tozuka Junki)
- Rinko Daimon (大門 凛子, Daimon Rinko): Yuko Takayama (高山 侑子, Takayama Yūko)
- Kosuke Nito (仁藤 攻介, Nitō Kōsuke): Tasuku Nagase (永瀬 匡, Nagase Tasuku)
- Shigeru Wajima (輪島 繁, Wajima Shigeru): Hisahiro Ogura (小倉 久寛, Ogura Hisahiro)
- Misa (Medusa) (ミサ（メデューサ）, Misa (Medyūsa)), Mayu Inamori (稲森 真由, Inamori Mayu): Erina Nakayama (中山 絵梨奈, Nakayama Erina)
- Yugo (Phoenix) (ユウゴ（フェニックス）, Yūgo (Fenikkusu)): Atsumi (篤海)
- Sora (Gremlin) (ソラ（グレムリン）, Sora (Guremurin)): Takahisa Maeyama (前山 剛久, Maeyama Takahisa)
- Manager of Donut Shop (ドーナツ屋店長, Dōnatsuya Tenchō): Kaba-chan (KABA.ちゃん)
- Worker of Donut Shop (ドーナツ屋店員, Dōnatsuya Ten'in): Ryo Tayano (田谷野 亮, Tayano Ryō)
- Chief of Police (署長, Shochō): Takayasu Komiya (小宮 孝泰, Komiya Takayasu)
- Masanori Kizaki (木崎 政範, Kizaki Masanori): Naoki Kawano (川野 直輝, Kawano Naoki)
- Shiroi Mahoutsukai (白い魔法使い, Shiroi Mahōtsukai, Voice): Toshitsugu Takashina (高階 俊嗣, Takashina Toshitsugu)
- Wiseman (ワイズマン, Waizuman, Voice): Toshio Furukawa (古川 登志夫, Furukawa Toshio)
- Wizardragon (ウィザードラゴン, Wizādoragon, Voice): Ryūzaburō Ōtomo (大友 龍三郎, Ōtomo Ryūzaburō)
- Beast Chimera (ビーストキマイラ, Bīsuto Kimaira, Voice): Tomomichi Nishimura (西村 知道, Nishimura Tomomichi)
- Narration (ナレーション, Narēshon): Hiroaki Hirata (平田 広明, Hirata Hiroaki)